# Projektmódszer
A projektmódszer a tanárok és diákok közös tervező és kivitelező tevékenységére épülő pedagógiai-didaktikai módszer, amely a megismerési folyamatot projektek sorozataként szervezi meg. Pedagógiai értelemben a projekt olyan összetett feladat, amely középpontjában egy, többnyire gyakorlati természetű, a mindennapi élethez kapcsolódó probléma áll, és amelyet a tanárok és diákok közösen, együttműködve, több szempont szerint elemezve, komplex módon dolgoznak fel a közösség érdekeit szolgáló produktum, termék létrehozása érdekében. A kivitelezés egyrészt kollektív, mivel egy közösség együttműködéséből születik meg az eredmény, másrészt egyéni, hiszen mindenki saját érdeklődése, képességei, egyéni tapasztalatai alapján járul hozzá a csoport munkájához.

## A projektmódszer kialakulása
A módszer az Egyesült Államokban született a XIX. század végén a hagyományos tanítási módszerek kritikájaként. Alapjait John Dewey (1859-1952) amerikai filozófus és pedagógus, a Chicagói Egyetem tanára teremtette meg kísérleti iskolájában, amelyek a következőket hangsúlyozták:
- A tanulásnak a személyes tapasztalaton kell alapulnia.
- A tanításnak figyelembe kell vennie a tanulók fejlődési szükségleteit.
- A tanulónak aktívan részt kell vennie saját tanulási folyamatainak alakításában.
- A tanulót a közösség ügyeiben való aktív részvételre, a közösségért felelősséget érző polgárrá kell nevelni.

Magát a projektmódszert Dewey tanítványa és követője, William Kilpatrick (1871-1965) dolgozta ki 1918-ban. Elterjedése a század első felére tehető.

## A projektmódszer jellegzetességei
A módszer a tanulók érdeklődésére, szükségleteire és a közös tevékenységre épít. Egyik fő jellegzetessége a résztvevők nagyfokú szabadsága, önállósága. A projektmódszer alkalmazásával kilépünk a hagyományos időbeosztásból és a tantárgyi keretekből. Az ismeretszerzés a különböző tevékenységek során alkotó módon történik. Nem a pedagógus adja át az ismereteket, hanem a tanulók szerzik meg azokat a tevékenységek során. Tanítás, ismeretátadás, ismeretfelhalmozás helyett a tanulás, az ismeretszerzés, és a képességfejlesztés kerül előtérbe. A projekt megvalósítása során a hangsúly az együttes munkálkodáson, egymás segítésén, elfogadásán, a kommunikációs készségek, technikák elsajátításán van. Ha ez valóban sikerül, akkor érvényesülhet a projekt didaktikai hármas alapelve: átélés – ismeretszerzés – megértés.

## Projekt típusok

### Technikai projektek
Klasszikus formájában fizikai munkával és valamilyen tárgyi produktum megalkotásával kapcsolódik össze, melynek során egyfelől megtanulják a szükséges technológiai folyamatokat, másfelől kapcsolódó elméleti ismereteket is lehet szerezni.

### Művészeti projektek
Például színjáték, kiállítás, internetes oldal. Bármiről is szól a projekt, a végeredmény megformálásakor a produktum esztétikai kivitelezése nagyon fontos szempont.

### Környezeti projektek
A napjainkban igen elterjedt környezeti nevelés legkedveltebb projekt-típusa. Például a közeli kiserdő "kitakarítása" közben egyszerre van lehetőség természet- és társadalomismereti tudás megszerzésére. De ide sorolhatók a természet saját tapasztalaton alapuló megismerése pl. erdei iskolákban. Az első erdei iskolák állandó intézmények voltak és valóban erdőkben, erdők mellett működtek. Fő céljuk az volt, hogy a rossz levegőjű városi gyerekek a tanév egy részét egészséges környezetben tölthessék. Ma már nem feltétlenül erdők mellett alakulnak ilyen iskolák és csak egy-két hetet töltenek a diákok az iskolától távol, ám a természethez közel.

### Gazdaságismereti projektek
A gazdálkodás alapszabályai hatékonyabban sajátíthatók el a gyakorlatban gazdálkodva, mint elméletben megtanítva. Jó példa erre az almaprojekt. A diákok almát vásároltak, szedtek. Az alma egy részét eladták, a többiből befőttet, almás süteményt, stb. készítettek együtt az iskolában. A termékeket aztán az iskolában árulták. A projekt megvalósítása során nemcsak gazdálkodást, hanem konyhatechnikát, sőt biológiát is tanultak.

### Kutatási projektek
Ez a projekt-típus megfelelő új elméleti anyagrészek feldolgozására. A cél ilyenkor egy téma komplex feldolgozása kutatómunkával. A végeredmény bemutatása pedig mindig nyilvános formában történik. Ez lehet írásmű, kiállítás vagy egy előadás.

## A projektszervezés állomásai

### Témaválasztás
A projektmódszer alapkövetelménye, hogy a tanulók szívesen és saját akaratukból oldják meg feladatot. Ezért fontos a diákok bevonása a témaválasztásba. A kollektív témaválasztás folyamatát jól segítheti a brain storming, azaz az ötletroham  technikája.

### Tervezési és szervezési feladatok
- Az adott probléma megoldásához vezető cél felismerése, megértése,
- További konkrét problémák, részcélok megfogalmazása,
- Egyéni vagy önkéntes alapon csoportok kialakítása,
- Megoldási terv készítése, konkrét feladatok megfogalmazása,
- Időterv készítése,
- Tanári együttműködés, segítség a célok megfogalmazásába, csoportok szervezésében, a terv elkészítésében.

### Értékelés
Értékelni kell a munkát:
- a produktum szempontjából: mennyire volt eredményes a munka, kielégítette-e a szükségleteket. Mennyire volt elégedett a közönség?
- a tanulás szempontjából: milyen tanulási folyamatok zajlottak le a projekt megvalósítása során?
- a társas kapcsolatok alakulása szempontjából: hogy tudott együttműködni a csapat, voltak-e konfliktusok, és képesek voltak-e a azokat kezelni?

## A projektmódszer előnyei
- A tanulók kezdeményező, aktív szerephez jutnak.
- Saját érdeklődésük vezeti őket, így a motiváció igen erős.
- Fejleszti a kommunikációs és szociális képességeket, a kreativitást, az ismeretszerzési képességet, a problémamegoldó és analitikus gondolkodást, az önállóságot, a kooperációt, a tervezést, az alkalmazkodást, az időbeosztást, az információk megosztását.
- Az ismeretek, jártasságok, szokások elsajátítását indirekt úton biztosítja.
- Saját képességeiknek megfelelően tudnak részt venni egy-egy probléma megoldásában.
- Konkrét, hasznosítható, gyakorlati tudást nyújt.
- Lehetőség nyílik újfajta  tanár-diák kapcsolat kialakítására.
- Örömteli, stresszmentes együttműködést biztosít.
- Előmozdítja a  pedagógusok szakmai együttműködését, így javítja a tantestület összetartását.
- Megvalósul az egymástól történő tanulás elve.

## Példák
- Ősz projekt az óvodában
- Tavasz projekt az iskolában

## Külső hivatkozások
- Magyar Fejlesztőpedagógusok és Gyógypedagógusok Szakmai Nemzetközi Egyesülete Archiválva 2011. december 7-i dátummal a Wayback Machine-ben
- Knausz Imre: A tanítás mestersége
- Szent Istvány Egyetem Alkalmazott Bölcsészeti és Pedagógiai Kar[halott link]
- Oktatáskutató és Fejlesztő Intézet